# ويليام إف. تاكر
ويليام إف. تاكر (بالإنجليزية: William F. Tucker)‏ هو ضابط أمريكي، ولد في 9 مايو 1827 في مقاطعة آيرديل في الولايات المتحدة، وتوفي في 14 سبتمبر 1881 في أوكولونا في الولايات المتحدة.